# Gerres erythrourus
Gerres erythrourus är en fiskart som först beskrevs av Bloch, 1791.  Gerres erythrourus ingår i släktet Gerres och familjen Gerreidae. Inga underarter finns listade i Catalogue of Life.